# Adelpreto di Ravenstein
Adelpreto di Ravenstein (fl. XIII secolo) è stato principe vescovo di Trento dal 1219 al 1223.

## Biografia
La famiglia risiedeva a Castel Rafenstein vicino a Bolzano. Vicedomino del principe vescovo Federico Vanga, lo accompagnò nella quinta crociata. Nel 1218 Vanga morì ad Accon (oggi Acri). Adelpreto gli successe nella carica: eletto dal capitolo della cattedrale nel 1219, fu consacrato da papa Onorio III e confermato dall'imperatore Federico II nel 1220.
Come Vanga anche Adelpreto sostenne l'imperatore: lo accompagnò a Roma all'incoronazione il 22 novembre 1220, a Capua nel febbraio 1223 e a Ferentino nel marzo dello stesso anno. Fu legato imperiale per la Toscana.
Concesse Torre Apponale, a Riva del Garda, ai Bonvicini: la torre era stata costruita contro la volontà di Vanga, ma per evitare la demolizione la famiglia ne cedette la proprietà al vescovo per poi riceverla appunto in feudo (il tutto denominato feudo oblato).
Nel settembre 1221 accolse a Trento un gruppo dell'Ordine dei frati minori, fra cui Cesario da Spira. Il 29 settembre, giorno della festa di San Michele, predicarono al clero e al popolo. Cesario ed altri ripartirono per la Germania, mentre altri si stabilirono in città.
Nel 1222 concesse agli abitanti di Egna, danneggiati da una piena dell'Adige, l'esenzione dal dazio sulle persone e sulle merci.
L'ultimo documento che lo cita è del 27 dicembre 1223. Gli successe nel 1224 Gerardo Oscasali.

## Genealogia episcopale
La genealogia episcopale è:
- Papa Gregorio IX
- Papa Onorio III
- Vescovo Adelpreto di Ravenstein